# Maclean (Nowa Południowa Walia)
Maclean – miejscowość w Australii, w stanie Nowa Południowa Walia. Według danych z 2001 roku miasto miało 3245 mieszkańców.